# Aliquot stringing

De reine stemming is gebaseerd op boventoonposities

Aliquot stringing is het gebruik van onaangeslagen snaren in een piano of ander snaarinstrument om het timbre van het instrument te verrijken.

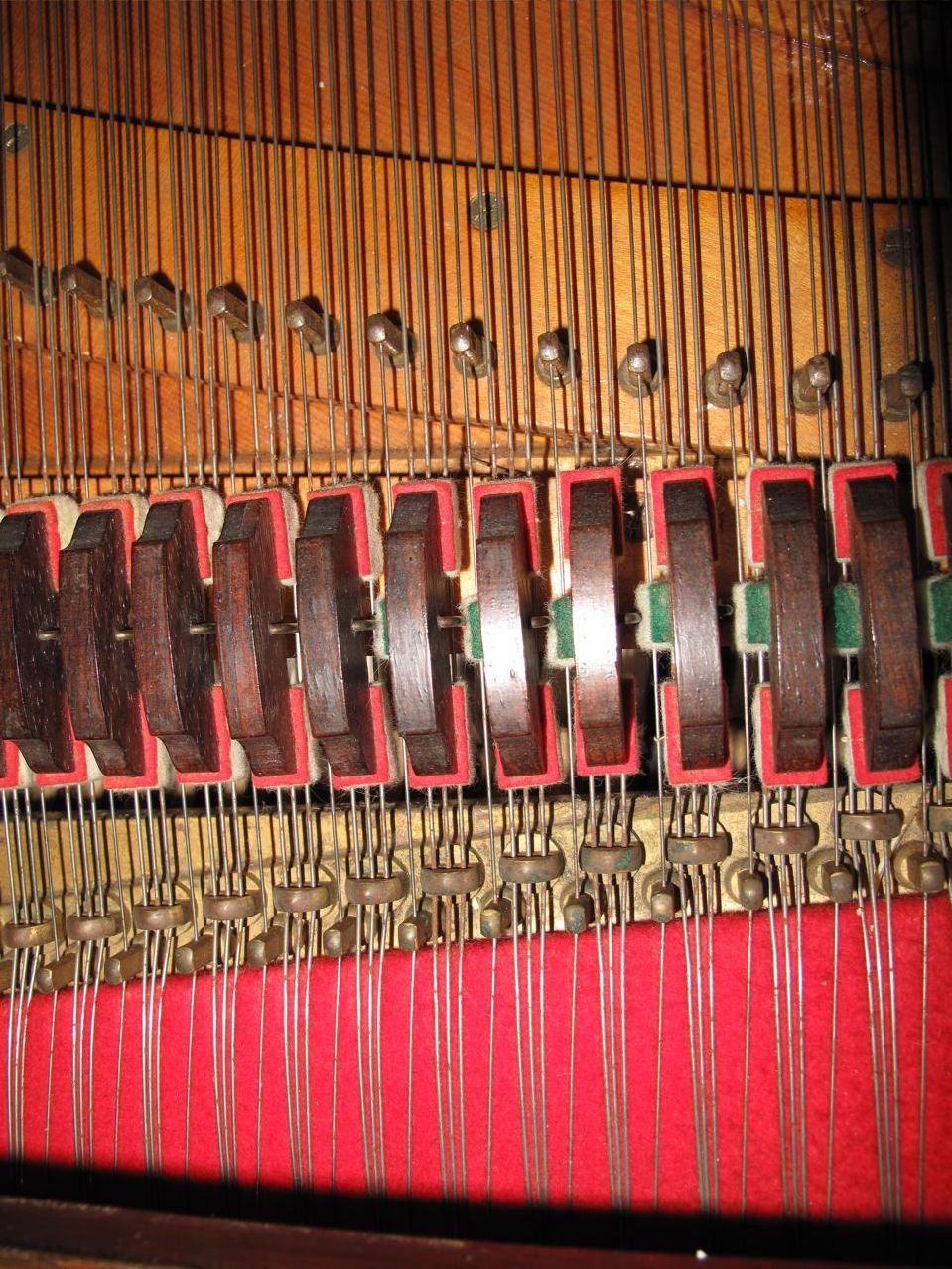
Het Bluthner-aliquot-syseem

Het aliquot-stringingsysteem is uitgevonden door Julius Blüthner in 1873. Van alle pianomerken wordt deze toepassing tot op de dag van vandaag uitsluitend bij Blüthner-piano's toegepast. Bij deze Blüthner-vleugels is in de discant (de kant met de hoge tonen) per koor (een groep van 3 gelijkgestemde snaren) een vierde meetrillende snaar gespannen boven de drie snaren van de hogere registers. Deze vierde snaar wordt echter niet aangeslagen, en is in unisono met de drie andere snaren gestemd.
In Steinway-vleugels gebruikt men het duplex scale system om hetzelfde effect te bereiken. Hier worden de delen van de snaar achter de kam niet afgedempt door vilt, en deze delen staan bij een goed gestemde vleugel in een harmonische verhouding tot het wel aangeslagen deel van de snaar. 
Het effect van deze systemen is dat de discant van een vleugel helderder en briljanter klinkt, omdat bij de aanslag meer boventonen worden geproduceerd door de meetrillende snaren of snaardelen. Wat ook aan dit effect bijdraagt is dat de hogere registers in de discant bij alle gangbare systemen geen dempers hebben.

## Referentie
- Larry Fine's opinion, quoted above, is from The Piano Book (4th edition 2001; Jamaica Plain, MA:  Brookside Press; ISBN 1-929145-01-2).